# Craterul Sobolev
Sobolev este un crater de impact meteoritic în Districtul Federal Orientul Îndepărtat din Rusia.

## Date generale
Are doar 53 m în diametru și are vârsta estimată la mai puțin de 1.000 de ani. Craterul este expus la suprafață.